# Альберта Лі
Альберта Лі (англ. Alberta Lee; 1860—1928) — американська акторка театру та кіно епохи німого кіно. У 1915 році вона з'явилася в ролі першої леді США Мері Тодд Лінкольн у фільмі «Народження нації».

## Вибрана фільмографія
- 1915 — Маленькі сироти
- 1918 — Псевдонім Мері Браун
- 1920 — Шахрай